# Піта малазійська
Піта малазійська (Hydrornis irena) — вид горобцеподібних птахів родини пітових (Pittidae).

## Поширення
Вид поширений на Малайському півострові (від півдня Таїланду до Малаккської протоки) та на Суматрі. Середовищем існування є первинний або вторинний тропічний ліс з густим підліском.

## Опис
Дрібний птах, завдовжки до 20 см, включаючи хвіст. Це масивний, пухкий птах з короткими крилами та хвостом, подовженими головою та дзьобом.
У самця на голові є вохристо-жовта брова, яка поширюється на потилицю, де стає помаранчево-червоною. Боки шиї також жовті, тоді як горло біле, лоб і верхівка чорні. Лоральна смужка, яка йде від боків дзьоба до основи потилиці, чорного кольору та утворює лицьову маску. Крила і спина коричневі. Первинні махові пера чорні з білим кінчиком. Ділянка між грудьми та горлом темно-синя. Груди, боки та живіт кобальтово-сині. Помаранчеве пір'я утворює яскраві горизонтальні смуги з боків грудей. Хвіст синього кольору.
Самиця зовні схожа на самця, але жовті ділянки менш яскраві, а груди та живіт забарвлені у коричневий та жовтуватий кольори. В обох статей дзьоб чорнуватий, очі карі, а ноги тілесного кольору.

## Спосіб життя
Трапляється поодинці. Активний вдень. Птах проводить більшу частину дня, рухаючись у гущі підліска в пошуках поживи. Живиться дощовими хробаками та равликами, рідше комахами та іншими дрібними безхребетними. Розмноження цих птахів досі не описано в природі, але вважається, що воно суттєво не відрізняється від того, що дотримуються інші види піт.

## Підвиди
- Hydrornis irena irena, номінальний підвид, широко поширений на півдні Малайського півострова та на Суматрі;
- Hydrornis irena ripleyi (Deignan, 1946), займає північну частину ареалу.